# Poeciloneta dokutchaevi
Poeciloneta dokutchaevi là một loài nhện trong họ Linyphiidae.
Loài này thuộc chi Poeciloneta. Poeciloneta dokutchaevi được Kirill Yuryevich Eskov & Yuri M. Marusik miêu tả năm 1994.